# ایشن‌هاوزن
شهر ایشن‌هاوزندر ایالت بایرن در کشور آلمان واقع شده‌است.